# Agromyza insolens
Agromyza insolens är en tvåvingeart som beskrevs av Spencer 1963. Agromyza insolens ingår i släktet Agromyza och familjen minerarflugor. Inga underarter finns listade i Catalogue of Life.